# デイミアン・リラード
デイミアン・ラモンテ・オリー・リラード（Damian Lamonte Ollie Lillard, 1990年7月15日 - ）は、アメリカ合衆国カリフォルニア州オークランド出身のプロバスケットボール選手。「Dame D.O.L.L.A.」名義でラッパーとしても活動する。

## 経歴

### カレッジ
リラードはユタ州オグデンにあるウィーバー州立大学で4年間プレーし、4年間の1試合平均は24.5得点、5.0リバウンド、4.0アシストを記録した。在学中に2回のビッグスカイ年間最優秀選手賞や3回のビッグスカイオールファーストチームに選ばれ、4年生時にはボブ・クージー賞のファイナリストにも選ばれた。

### ポートランド・トレイルブレイザーズ

#### 2012-13シーズン
2012年のNBAドラフトでポートランド・トレイルブレイザーズから全体6位で指名されてNBA入り。

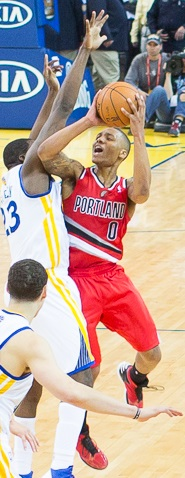
2013年1月のリラード

2012年10月31日、NBAデビュー戦でロサンゼルス・レイカーズに対し23得点、11アシストを記録した。2013年5月2日、NBA史上4人目となる満票で新人王を獲得した。

#### 2013-14シーズン
チームメイトのラマーカス・オルドリッジとともにNBAオールスターゲームのロスターに選ばれた。オールスター16回出場のスーパースターコービー・ブライアントは自身が故障で出場できないながらも多くの得票を集めたため、メディアを通じてリラードを推薦した。加えてリラードはライジングスターズ・チャレンジ、オールスターゲーム本戦、ダンクコンテスト、3ポイントコンテスト、スキルズチャレンジに出場し、主要イベントではシューティングスターズ（現役NBA選手、現役WNBA選手、元NBA選手の3人1組で競うシューティングイベント）以外全てに出場する初の選手となった。

#### 2014-15シーズン
NBAオールスターゲームのロスターに選出。2015年3月11日のヒューストン・ロケッツ戦では、3ポイントシュート1本を決め、新人から3年連続で3ポイントシュート150本成功というNBA初記録を樹立した。

#### 2015-16シーズン

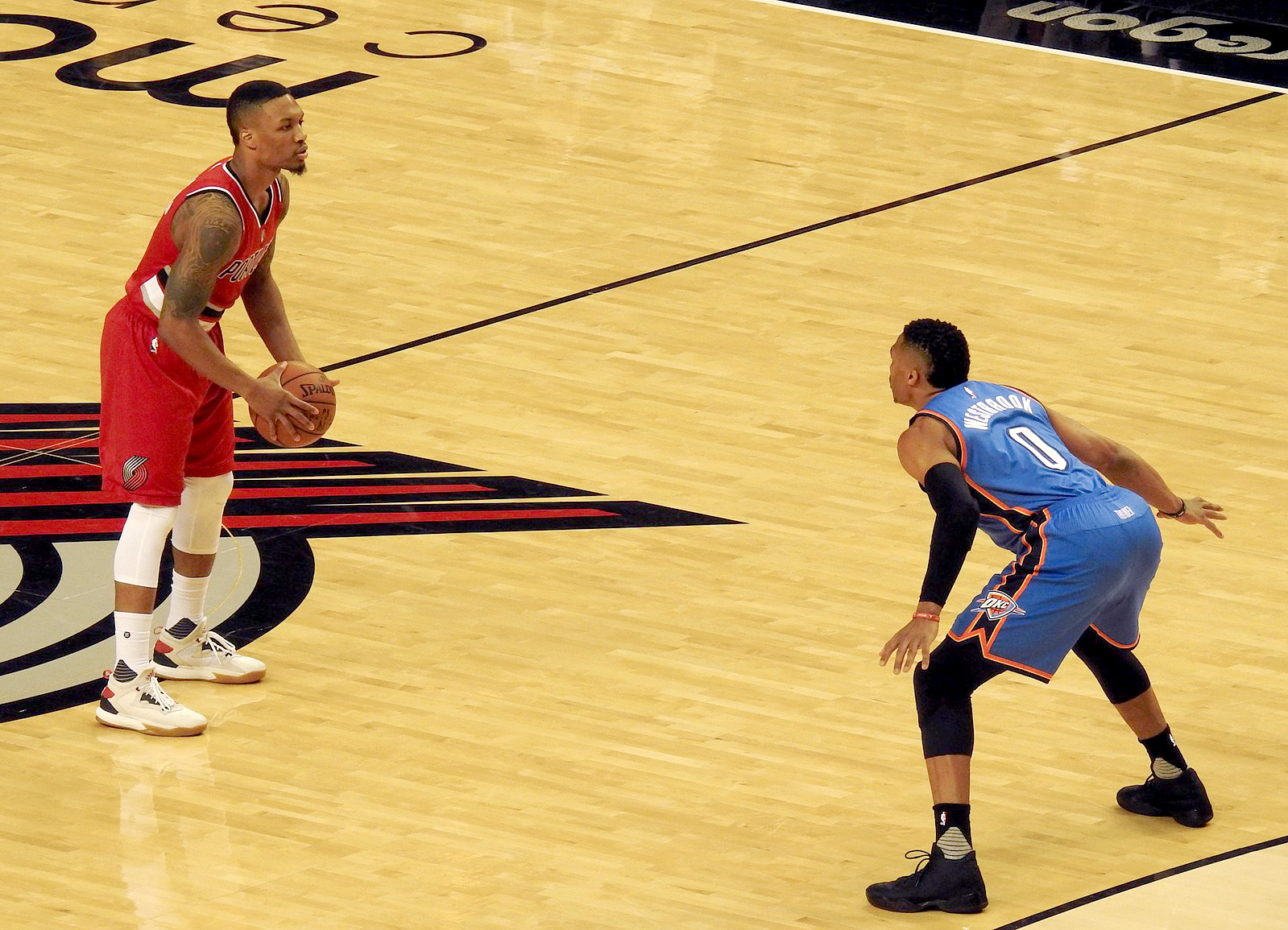
2016年1月、ラッセル・ウェストブルックにディフェンスされるリラード

昨季先発5人のうちリラードを除く4人が移籍するという事態になったが、リラード、C・J・マッカラム、アレン・クラブといった若手が中心となってチームを率い、前評判を大きく覆す活躍をみせウェスタン・カンファレンス第5シードを獲得した。2月19日のゴールデンステート・ウォリアーズ戦は、自己最高の51得点を記録した。

#### 2016-17シーズン
2017年4月8日のユタ・ジャズ戦で、リラードは自己最高を更に更新する59得点を記録し、トレイルブレイザーズの1試合歴代最多得点を樹立した。

#### 2017-18シーズン

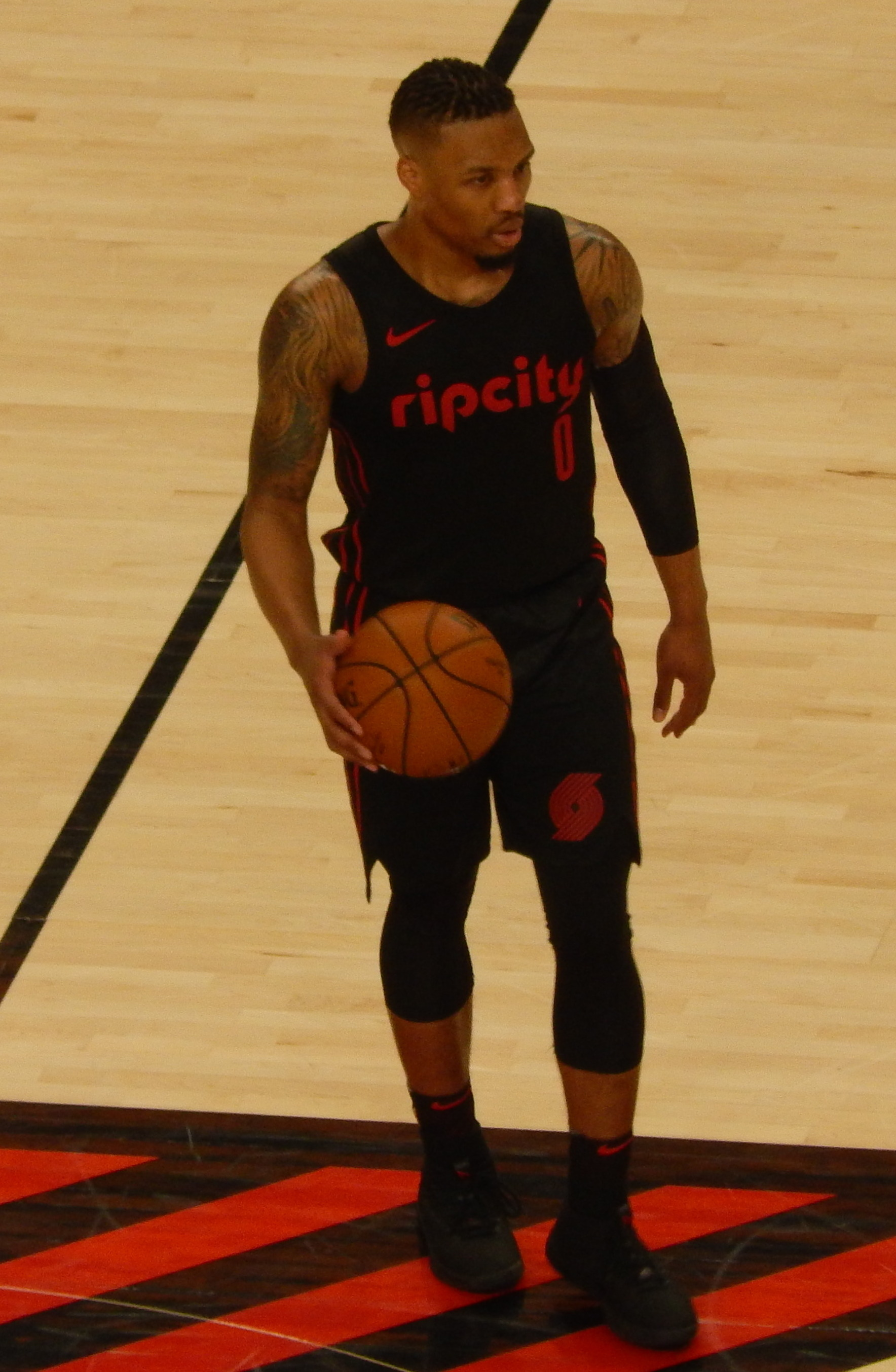
2018年のリラード

2018年2月18日に行われるNBAオールスターゲームに出場することが発表された。
2018年2月2日に行われたトロント・ラプターズ戦で32得点を記録、これによりチーム史上最速で通算1万得点に到達した選手となった。試合はラプターズに130-105で敗れた。また、デビューから最初の6シーズンで通算10000得点・2500アシストを記録した史上8人目の選手となった。他の7人はマイケル・ジョーダン、レブロン・ジェームズ、ラリー・バード、ネイト・アーチボルト、ピート・マラビッチ、デイブ・ビン、オスカー・ロバートソン。2月9日に行われたサクラメント・キングス戦でシーズン・ハイとなる50得点記録し、試合はブレイザーズが118-100で勝利した。これでリラードが50得点以上を記録した試合は通算4回となった。2月14日に行われたゴールデンステート・ウォリアーズ戦で44得点、8アシストを記録し、ウォリアーズに123-117で勝利した。2月24日に行われたフェニックス・サンズ戦で40得点、10リバウンド、5アシストを記録した。リラードは第4クォーターだけで19得点を記録し、試合は第4クォーター残り7分半時点で15得点あったビハインドを逆転したブレイザーズが106-104で勝利した。3月1日に行われたミネソタ・ティンバーウルブズ戦で35得点を記録、試合はブレイザーズが108-99で勝利した。3月5日に行われたロサンゼルス・レイカーズ戦で39得点を記録した。リラードは最終第4クォーターだけで39得点のうち19得点を記録する活躍でブレイザーズが108-103で勝利した。3月12日に行われたマイアミ・ヒート戦で32得点、10アシストを記録し、試合はブレイザーズが115-99で勝利しチームの連勝を10に伸ばした。3月20日に行われたヒューストン・ロケッツ戦で自身の連続3Pシュート成功記録が球団記録となる52試合で途切れた。3月27日に行われたニューオーリンズ・ペリカンズ戦で第4クォーターの20得点を含む41得点を記録し、試合はブレイザーズが107-103で勝利した。プレーオフでは1回戦のニューオーリンズ・ペリカンズ相手に1勝も出来ずに敗退、リラード自身も4戦中20得点超えが1試合のみと苦しいシリーズとなった。
このシーズンは、73試合に平均36.6分の出場で26.9得点、4.5リバウンド、6.6アシスト、1.1スティール、0.4ブロックなどを記録した。スリーポイントの成功率は36.1%だった。自身初のオールNBA1stチームを受賞し、MVP投票では4位だった（MVPはジェームズ・ハーデン）。

#### 2018-19シーズン

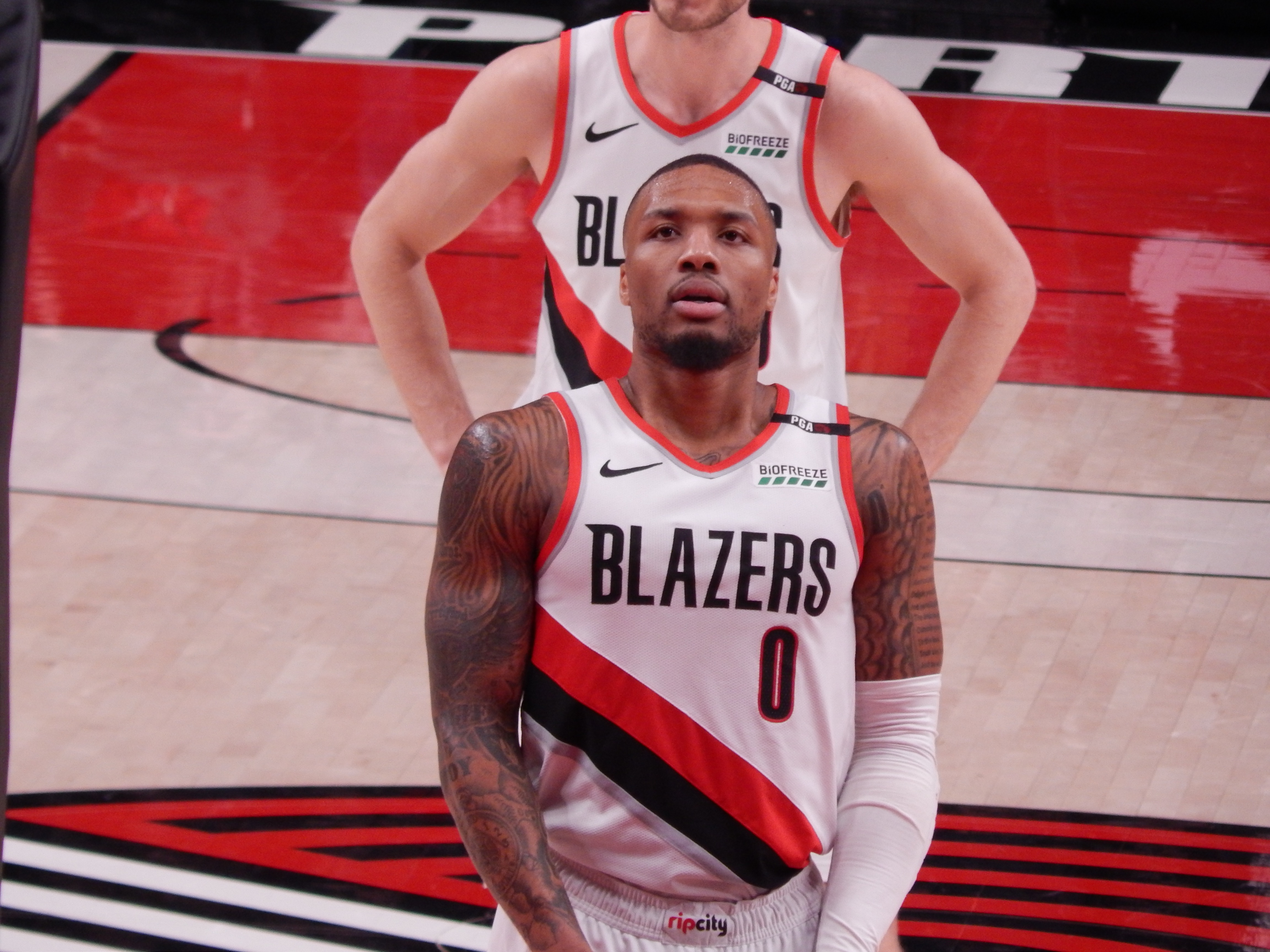
2019年1月のリラード

このシーズン、自身初のカンファレンスファイナルに進出したが、3連覇を狙うウォリアーズにスウィープされた。
オフにブレイザーズと2021-22シーズンからの4年総額1億9600万ドルのスーパーマックス契約を結んだ。

#### 2019-20シーズン
2019年11月8日のブルックリン・ネッツ戦にてキャリアハイの60得点を記録したが、チームは115-119で敗れた。2020年1月20日のウォリアーズ戦では、60得点を上回るキャリアハイの61得点、10リバウンド、7アシストを記録し、129-124で延長戦の末、勝利した。同年1月20日から2月1日かけてリラードは1試合平均48.8得点を記録した。また1月29日のヒューストン・ロケッツ戦では、36得点、10リバウンド、11アシストを記録し、キャリア初のトリプルダブルを達成し、チームは125-112で勝利した。この歴史的な記録により、ウェスタン・カンファレンスの週間MVPに選ばれた。1月30日にリラードは5回目のオールスターに選出されたが、鼠径部の負傷により出場できなかった。2020年6月30日、リラードはNBA公認のゲームであるNBA2K21のカバーアスリートに選ばれた。同年8月11日のダラス・マーベリックス戦でリラードはキャリアハイタイの61得点、8アシストを記録し、ブレイザーズは134-131で勝利した。1シーズンで3度の60得点超えは、ウィルト・チェンバレンが1962-63シーズンに達成して以来、史上2人目となった。

#### 2020-21シーズン
2021年1月30日のシカゴ・ブルズ戦にて、シーズンハイの44得点を記録し、チームは123-122で勝利した。2021年2月17日のニューオーリンズ・ペリカンズ戦でリラードは43得点、キャリアハイの16アシストを記録した。また1試合で40得点・15アシスト以上を記録した、NBA史上12人目となった。
プレーオフの第1回戦、デンバー・ナゲッツとの5戦目でリラードはプレーオフのキャリアハイとなる55得点を記録し、プレーオフ記録となる12本のスリーポイントシュートを沈めた。プレーオフでのブレイザーズはシーズン同様にリラードが孤軍奮闘し第6戦まで粘ったが、6戦目でナゲッツに126-115で敗れ、ブレイザーズは過去5年間で4回目の1回戦敗退となった。

#### 2021-22シーズン
2021年12月31日の試合を最後にシーズンを終え、わずか29試合の出場に留まった。リラードが入団後初めてブレイザーズはプレーオフ進出を逃した。

#### 2022-23シーズン
2022年7月9日、2024-25シーズンの契約オプションを行使した上で2026-27シーズンまでの2年総額1億2200万ドルで契約を延長した。2023年2月26日のヒューストン・ロケッツ戦で、キャリアハイにしてブレイザーズの球団記録を更新する1試合71得点を記録した（スリーポイントは13本成功）。このシーズンは自己最多となる平均32.2得点を記録したが、チームは33勝49敗と低迷して2年連続でプレーオフ進出を逃し、オフにトレードを要求した。

### ミルウォーキー・バックス
自身はマイアミ・ヒートへの移籍を望んでいたが、2023年9月27日にブレイザーズ、ミルウォーキー・バックス、フェニックス・サンズの3チームが絡む大型トレードで、バックスへ移籍した。

#### 2023-24シーズン
2023年12月19日のサンアントニオ・スパーズ戦で40得点を記録し、NBA史上51人目となる通算2万得点を達成した。このシーズンのNBAオールスターゲームでは初めて先発として選出されると、39得点、6アシストを記録し、MVPに選出された。

#### 2024-25シーズン
NBAカップ決勝のオクラホマシティ・サンダー戦では23得点を記録する活躍で優勝に貢献した。2025年3月26日右ふくらはぎの深部静脈血栓症と診断されたことで無期限の離脱となった。インディアナ・ペイサーズとのプレーオフ1回戦の第2戦から復帰したが、第4戦でアキレス腱断裂の重傷を負ってシーズン終了となった。チームも第5戦で1勝4敗となり、敗退となった。7月1日、オフシーズンにバックスにアキレス腱断裂の中、解雇されることになる。ヤニスとコンビを結成して2シーズン経ったがプレーオフでは、ファーストラウンド敗退となった。

## 劇的なブザービーター
2013-14シーズンプレーオフ1回戦でチームはヒューストン・ロケッツと対戦。3-2とシリーズ王手をかけてホームで迎えた第6戦は、負ければロケッツのホームで第7戦を戦わなければならず、また4月28日に逝去したジャック・ラムジー（1977年にブレイザーズを優勝に導いた名将）への弔いの意味もこめてチームは何としてもホームでプレーオフ1回戦突破を決めたいと考えていた。
4Qはシーソーゲームの展開となり残り10秒を切ったところでリバウンド絡みでこぼれたボールをロケッツのチャンドラー・パーソンズに得点され、残り0.9秒で98-96の2点リードを許す絶体絶命の展開となった。
その後タイムアウトを経て残り0.9秒でニコラス・バトゥムからパスを受けたリラードは身体が流れながらも3ポイントシュートを放ち、奇しくも先ほど得点したチャンドラー・パーソンズのブロックの手を越えて成功（ブザービーター）。99-98でチームは勝利し、14年ぶりにプレーオフ1回戦を突破した。この劇的なブザービーターはかつてのチームエースでオールスター選手のブランドン・ロイが2008年に対ロケッツ戦で決めたブザービーターと、パスを出した場所とショットを放った場所が近かったことも、ファンにとって感慨深いものであった。
試合後、リラードはMCからマイクを受け取ると「Rip City!!」（ブレイザーズの愛称）と叫び、インタビューでは「間違いなく俺の人生で最も大きなショット━━これまでのところはね」とコメントした。
プレーオフでシリーズを決めるブザービーターを成功させたのは伝説の名PGジョン・ストックトン（ユタ・ジャズ）が1997年にロケッツ戦で決めて以来である。
その後2018-19シーズンのプレーオフ1回戦でオクラホマシティ・サンダーと対戦。3勝1敗でシリーズ突破に王手をかけてホームで迎えた第5戦、互いに譲らず115-115の同点の残り15秒でブレイザーズボールとなり、リラードはボールを保持し続け、残り2秒となったところでハーフコートに近い位置からポール・ジョージのブロックを越えて3ポイントシュートを放ち、再びブザービーターを成功させる。これが自身2度目のシリーズ突破を決めるブザービーターとなった。
2020-21シーズンのプレーオフ1回戦デンバー・ナゲッツとの第5戦にて、第4クォーター終了間際と1度目の延長終了間際に3ポイントをねじ込み、2回のブザービーターを決めた。またこの試合でリラードは52分に出場して球団のプレーオフ記録となる55点記録しており、フィールドゴールは17/24（70.8%）、3ポイントは12/17（70.6%）、フリースローは9/10（90.0%）という成功率の高さだった。

## プレースタイル
シュート力が最大の武器であり、特にディープスリーにおいてはリーグ最高峰の力を持つロングレンジシューター。スリーポイントプルアップジャンパーなども得意であり、ロングレンジにおいては無類の強さだ。またピックアンドロールやドライブでインサイドに切り込み得点する場面もあり、ゴール下でのフィニッシュ力も高い。他にもハンドリングやフットワークなどガードのスコアラーに必要な力は全て備えていると言える。プレーメイキング能力も高い。フリースローも得意としており、成功率は通算で約89%である。DF力は高くない。最大の特徴は驚異的なクラッチ力（試合終盤の勝負を決定づけるような局面での活躍する能力）で、統計上、現在NBA屈指の勝負強い選手とされている。リラードが勝負どころで次々にシュートを沈める時間帯は、「デイムタイム」と称され時計のセレブレーションが特徴とされている。

## 個人成績

### NBA

#### レギュラーシーズン
| シーズン     | チーム       | GP  | GS  | MPG   | FG%  | 3P%  | FT%   | RPG | APG | SPG | BPG | PPG  |
| ------------ | ------------ | --- | --- | ----- | ---- | ---- | ----- | --- | --- | --- | --- | ---- |
| 2012–13      | POR          | 82* | 82* | 38.6  | .429 | .368 | .844  | 3.1 | 6.5 | .9  | .2  | 19.0 |
| 2013–14      | POR          | 82* | 82* | 35.8  | .424 | .394 | .871  | 3.5 | 5.6 | .8  | .3  | 20.7 |
| 2014–15      | POR          | 82* | 82* | 35.7  | .434 | .343 | .864  | 4.6 | 6.2 | 1.2 | .3  | 21.0 |
| 2015–16      | POR          | 75  | 75  | 35.7  | .419 | .375 | .892  | 4.0 | 6.8 | .9  | .4  | 25.1 |
| 2016–17      | POR          | 75  | 75  | 35.9  | .444 | .370 | .895  | 4.9 | 5.9 | .9  | .3  | 27.0 |
| 2017–18      | POR          | 73  | 73  | 36.6  | .439 | .361 | .916  | 4.5 | 6.6 | 1.1 | .4  | 26.9 |
| 2018–19      | POR          | 80  | 80  | 35.5  | .444 | .369 | .912  | 4.6 | 6.9 | 1.1 | .4  | 25.8 |
| 2019–20      | POR          | 66  | 66  | 37.5* | .463 | .401 | .888  | 4.3 | 8.0 | 1.1 | .3  | 30.0 |
| 2020–21      | POR          | 67  | 67  | 35.8  | .451 | .391 | .928  | 4.2 | 7.5 | .9  | .3  | 28.8 |
| 2021–22      | POR          | 29  | 29  | 36.4  | .402 | .324 | .878  | 4.1 | 7.3 | .6  | .4  | 24.0 |
| 2022–23      | POR          | 58  | 58  | 36.3  | .463 | .371 | .914  | 4.8 | 7.3 | .9  | .3  | 32.2 |
| 2023–24      | MIL          | 73  | 73  | 35.3  | .424 | .354 | .920  | 4.4 | 7.0 | 1.0 | .2  | 24.3 |
| 2024–25      | MIL          | 58  | 58  | 36.1  | .448 | .376 | .921  | 4.7 | 7.1 | 1.2 | .2  | 24.9 |
| 通算：13年   | 通算：13年   | 900 | 900 | 36.2  | .439 | .371 | .899  | 4.3 | 6.7 | 1.0 | .3  | 25.1 |
| オールスター | オールスター | 8   | 1   | 19.2  | .476 | .437 | 1.000 | 2.9 | 2.9 | 1.0 | .0  | 20.6 |

- 2019-20シーズンは74試合で打ち切り、2020-21シーズンは72試合制

#### プレーオフ
| シーズン   | チーム     | GP | GS | MPG  | FG%  | 3P%  | FT%  | RPG | APG  | SPG | BPG | PPG  |
| ---------- | ---------- | -- | -- | ---- | ---- | ---- | ---- | --- | ---- | --- | --- | ---- |
| 2014       | POR        | 11 | 11 | 42.4 | .439 | .386 | .894 | 5.1 | 6.5  | 1.0 | .1  | 22.9 |
| 2015       | POR        | 5  | 5  | 40.2 | .406 | .161 | .781 | 4.0 | 4.6  | .4  | .6  | 21.6 |
| 2016       | POR        | 11 | 11 | 39.7 | .368 | .393 | .910 | 4.3 | 6.3  | 1.3 | .3  | 26.5 |
| 2017       | POR        | 4  | 4  | 37.8 | .433 | .281 | .960 | 4.5 | 3.3  | 1.3 | .5  | 27.8 |
| 2018       | POR        | 4  | 4  | 40.5 | .352 | .300 | .882 | 4.5 | 4.8  | 1.3 | .0  | 18.5 |
| 2019       | POR        | 16 | 16 | 40.6 | .418 | .378 | .833 | 4.8 | 6.6  | 1.7 | .3  | 26.9 |
| 2020       | POR        | 4  | 4  | 35.8 | .406 | .394 | .970 | 3.5 | 4.3  | .5  | .3  | 24.3 |
| 2021       | POR        | 6  | 6  | 41.3 | .463 | .449 | .940 | 4.3 | 10.2 | 1.0 | .7  | 34.3 |
| 2024       | MIL        | 4  | 4  | 39.1 | .420 | .417 | .974 | 3.3 | 5.0  | 1.0 | .0  | 31.3 |
| 2025       | MIL        | 3  | 3  | 25.0 | .222 | .188 | .857 | 2.7 | 4.7  | .7  | .7  | 7.0  |
| 出場：10回 | 出場：10回 | 68 | 68 | 39.5 | .409 | .368 | .893 | 4.4 | 6.1  | 1.1 | .3  | 25.2 |

### カレッジ
| シーズン | チーム | GP  | GS | MPG  | FG%  | 3P%  | FT%  | RPG | APG | SPG | BPG | PPG  |
| -------- | ------ | --- | -- | ---- | ---- | ---- | ---- | --- | --- | --- | --- | ---- |
| 2008-09  | WSU    | 31  | 26 | 29.4 | .434 | .374 | .841 | 3.9 | 2.9 | 1.1 | .2  | 11.5 |
| 2009-10  | WSU    | 31  | 31 | 34.3 | .431 | .393 | .853 | 4.0 | 3.6 | 1.1 | .1  | 19.9 |
| 2010-11  | WSU    | 10  | 9  | 28.5 | .438 | .345 | .857 | 3.8 | 3.3 | 1.4 | .2  | 17.7 |
| 2011-12  | WSU    | 32  | 32 | 34.5 | .467 | .409 | .887 | 5.0 | 4.0 | 1.5 | .2  | 24.5 |
| 通算     | 通算   | 104 | 98 | 32.3 | .446 | .390 | .867 | 4.3 | 3.5 | 1.2 | .2  | 18.6 |

### 記録
- 連続試合スリーポイント成功：150（歴代3位）[43]
- 1試合50得点：15回（歴代6位）タイ[44]

## その他
- 背番号「0」は、リラードの出身地であるオークランド(Oakland)と、大学時代を過ごしたオグデン(Ogden)、ブレイザーズの本拠地があるオレゴン州(Oregon)の頭文字から取ったものである[45]。
- 「Dame D.O.L.L.A（デイムドラ）」という名前でラッパーとしても活動しており、2016年にCDデビューしている。また選出されながらもケガにより出場を辞退したオールスターゲーム2020の前夜祭で見事なラップを披露した。